# Birkerøds kommun
Birkeröds kommun (danska: Birkerød Kommune) var en kommun i Frederiksborg amt, Danmark, norr om Köpenhamn. Kommunen hade 22 321 invånare (2006) och en yta på 33,57 km². Huvudort var Birkerød längs Nordbanen. Kommunen slogs samman med Søllerøds kommun och bildade Rudersdals kommun i Region Hovedstaden i samband med den danska kommunreformen 2007.

## Borgmästare
- Bent Pedersen, Venstre, 1 april 1970–31 mars 1978[1]
- Peter Kalko, Konservative Folkeparti, 1 april 1978–31 december 1981[1]
- Bent Pedersen, Venstre, 1 januari 1982–1989
- Karin Løhde, Venstre, 1989–31 december 1989[1]
- Ove C. Alminde, Konservative Folkeparti, 1 januari 1990–31 december 1993[1]
- Karin Løhde, Venstre, 1 januari 1994–31 december 1997
- Ove C. Alminde, Konservative Folkeparti, 1 januari 1998–31 december 2006

Denna lista hämtas från Wikidata. Informationen kan ändras där.